# Karl Gottlob Hausius
Karl Gottlob Hausius (* 31. März 1754 in Fremdiswalde; † 7. Juni 1825 in Backleben) war ein deutscher evangelischer Geistlicher und Schriftsteller.

## Leben
Karl Gottlob Hausius war der Sohn des Pfarrers Albert Carl Traugott Hausius (* 1720; † 1768) und dessen Ehefrau Rahel Sophie (geb. Richter). Er hatte noch einen Bruder, der später Jurist in Dresden wurde, sowie eine Schwester, die jedoch bereits in ihrer Jugend verstarb.
Er besuchte die örtliche Schule und erhielt zusätzlichen Unterricht in Lateinischer und Griechischer Sprache durch einen Prediger. Während der Schulzeit komponierte er bereits einige Lieder und Tonstücke für den Leipziger Almanach.
1767 kam er an die Thomasschule zum Rektor Johann Friedrich Fischer nach Leipzig und immatrikulierte sich 1773 an der Universität Leipzig zum Studium der Philologie und biblischen Exegese. Er besuchte die philosophischen, historischen und mathematischen Vorlesungen bei Christian Gottlieb Seydlitz, Christian August Crusius, Ernst Platner, Johann August Ernesti, Johann Friedrich Burscher, Georg Heinrich Borz und Johann Carl Gehler; in Physik und Naturgeschichte waren es Christian Ludwig, Nathanael Gottfried Leske, in Geschichte und Dichtkunst Johann Georg Eck sowie Johann Gottlieb Theophil Bosseck in der Hebräischen Sprache und Friedrich Immanuel Schwarz, Samuel Friedrich Nathanael Morus und Johann Friedrich Burscher in Theologie. Sein Studium wurde durch mehrere Stipendien gefördert; weitere Unterstützung erhielt er durch Christian Gottlieb Seydlitz, der ihn zu seinem Gehilfen ernannte und ihm den Unterricht seiner Kinder anvertraute.
Am 10. Februar 1780 promovierte er an der Philosophischen Fakultät zum Magister.
Durch die Bekanntschaft mit dem Buchhändler Johann Gottlob Immanuel Breitkopf, für den er auch als Korrektor tätig war, wurde er in den literarischen Kreisen Leipzigs aufgenommen, hierbei kam er auch in das Haus des Bürgermeisters Heinrich Friedrich Innocenz Apel und lernte dessen Sohn August Apel kennen, mit dem ihn eine lebenslange Freundschaft verband.
1799 wurde er durch Geheimrat Graf von Werthern zum Pfarrer in Altenbeichlingen ernannt; 1809 übernahm er die Pfarrei in Backleben und Battgendorf bei Sangerhausen. Ihm unterstellt waren zwei Schulen Er setzte sich für die Verbesserung des Lehrmaterials und die Einführung neuer Unterrichtsmethoden ein und richtete zusätzlich einen Lesezirkel für die benachbarten Schullehrer ein. Er unterrichtete auch die Tochter des Grafen, Luise Clara von Werthern-Beichlingen (* 1798), die später den sächsischen Gesandten in Spanien, Hans Heinrich von Könneritz, heiratete.
Karl Gottlob Hausius heiratete 1799 Christiane Erdmuthe, Tochter des Magdeborner Pfarrers Alfred Carl Gotthelf Opitz (1749–1823), gemeinsam hatten sie drei Töchter und einen Sohn.

### Schriftstellerisches Wirken
Er veröffentlichte im Musen-Almanach, im musikalischen Potpurri, 1788 und 1789 im Leipziger Frauenzimmeralmanach und lieferte zahlreiche Beiträge in der Allgemeinen Litterarischen Zeitung sowie in der Litterarischen Zeitung für Deutschlands Volksschullehrer, dazu verfasste er unter anderem die Schriften Ueber Raum und Zeit und Materialien zu einer Geschichte der kritischen Philosophie, die sich mit der Philosophie von Immanuel Kant beschäftigten. Weiterhin veröffentlichte er einige Schriften, die sich mit der Naturgeschichte und der Geographie beschäftigten.

## Schriften (Auswahl)
- Ueber Raum und Zeit – Ein Versuch in Beziehung auf die Kantsche Theorie. Dresden/Leipzig Breitkopf 1790.
- Materialien zu einer Geschichte der critischen Philosophie. Leipzig 1793.
  - Band 1; archive.org.
  - Band 2; archive.org.
  - Band 3; books.google.de.
- Neues A, B, C, Und Lese-Buch, in Bildern mit Erklärungen aus der Naturgeschichte. Voß & Leo, Leipzig 1791. (Digitalisat)
- Biographie Herrn Johann Gottlob Breitkopfs: Ein Geschenk für seine Freunde. 1794.
- Geographisches Handbuch. 1795.
- Kleine Bilderschule für die Jugend. Voß, Leipzig 1797; books.google.de.
- Die vier Jahreszeiten. 1800.